# Narcís (llibert)
Narcís (llatí: Tiberius Claudius Narcissus)  (Tasos, segle I dC - 54 dC) (llatí: Narcissus) va ser un llibert de l'emperador Claudi, sobre el qual va exercir notable influència. Es cuidava de les cartes de l'emperador.
Quan Valèria Messal·lina es va voler desfer d'Api Silà, Narcís (llavors encara en bona entesa amb l'emperadriu) va revelar un somni a Claudi i l'emperador va ordenar l'execució del jove. A la conspiració de Furi Camil Escribonià, Narcís va aprofitar per fer condemnar a molts innocents mentre va deixar lliures a alguns culpables que van poder comprar la seva sort (42). L'any 43 va enviar a Vespasià com a legat de legió a Germània. Quan els soldats d'Aulus Plauci a Britànnia es van amotinar Narcís fou enviat per l'emperador a restaurar l'orde. Els amotinats no el van deixar parlar, però finalment va aconseguir el seu propòsit quan els amotinats es van penedir voluntàriament i van reconèixer a Plauci.
Messal·lina es va desfer del ministre Polibi, i Narcís es va distanciar de l'emperadriu i quan ella va fer el pas de casar-se amb Gai Sili, Narcís va revelar la iniciativa a l'emperador que era a Òstia, a través d'una prostituta molt amiga de Claudi. Narcís li va dir a l'emperador que la seva única manera de salvar-se era donar-li el comandament dels pretorians i va tornar a Roma en el carruatge de l'emperador. Quan aquest va dubtar de fer matar l'emperadriu, el mateix Narcís va ordenar la seva mort i l'emperador va rebre notícia que havia mort i no en va voler saber res més.
Narcís va ser nomenat pretor. Quan es va discutir amb qui es casaria Claudi, Narcís va donar suport a Èlia Petina i als drets de Claudi Tiberi Germànic Britànic fill de Claudi i Messal·lina. Agripina Menor, per assegurar la successió de Neró, va enviar a Narcís a Campània amb l'excusa de què hi havia un lloc on curaven la gota, de la que Narcís patia, i immediatament va matar a l'emperador. El mateix dia que Neró era proclamat Narcís fou executat a Campània, l'any 54.
Per una inscripció se sap que estava casat amb Clàudia Diceosina. Va deixar una fortuna de quatre-cents milions de sestercis.